# OTRS
OTRS的名字是由Open-source Ticket Request System首字母縮略字而来，是一个开源的缺陷跟踪管理系统软件。OTRS将电话，邮件等各种渠道提交进来的服务请求归类为不同的队列，服务级别，服务人员通过OTRS系统来跟踪和回复客户，相对传统的处理流程来而言，OTRS提供了一个部门或团队的协调环境，以更有效率的方式处理，查询和跟踪。
OTRS是德国开源非盈利性发展协会创始成员之一。在2010年被评选为InfoWorld年度十佳开源网络软件。

## 版本历史
| 版本                                             | 第一次发布 | 最新版本 | 发布日期   | 状态     |
| ------------------------------------------------ | ---------- | -------- | ---------- | -------- |
| 1.0                                              | 2003-02-04 | 1.0.0    | 2003-02-04 | 不支持   |
| 1.1                                              | 2003-04-24 | 1.1.2    | 2003-06-01 | 不支持   |
| 1.2                                              | 2004-02-10 | 1.2.4    | 2004-07-05 | 不支持   |
| 1.3                                              | 2004-09-22 | 1.3.3    | 2005-11-20 | 不支持   |
| 2.0                                              | 2005-05-02 | 2.0.5    | 2007-07-19 | 不支持   |
| 2.1                                              | 2006-08-29 | 2.1.9    | 2010-02-06 | 不支持   |
| 2.2                                              | 2007-05-29 | 2.2.9    | 2010-02-06 | 不支持   |
| 2.3                                              | 2008-08-03 | 2.3.5    | 2010-02-06 | 不支持   |
| 2.4                                              | 2009-07-21 | 2.4.15   | 2012-09-20 | 不支持   |
| 3.0                                              | 2010-11-06 | 3.0.22   | 2013-07-04 | 不支持   |
| 3.1                                              | 2012-02-03 | 2.1.9    | 2014-03-27 | 不支持   |
| 3.2                                              | 2013-01-17 | 3.2.18   | 2015-09-23 | 不支持   |
| 3.3                                              | 2013-10-31 | 3.3.20   | 2017-11-14 | 不支持   |
| 4.0                                              | 2014-11-13 | 4.0.33   | 2018-11-02 | 不支持   |
| 5.0                                              | 2015-10-09 | 5.0.39   | 2019-10-30 | 支持     |
| 6.0                                              | 2015-10-09 | 6.0.24   | 2019-10-30 | 最新版本 |
| 格式：舊版本舊版本，仍被支援当前版本最新的预览版 |            |          |            |          |

## 概览
每一个工作单都在系统在生成无法改变的“历史”，显示该工作单在整个服务周期内发生了什么问题。OTRS提供了对同一个事件的多个请求合并功能，因为看起来多个不同的服务请求，有可能是单一的事件。OTRS是一个多用户的系统，可以将 OTRS看作是一个公共的收件箱，这意味着多个服务人员可以在不同的地区同时阅读这些工作单，并处理和回复给用户。使用者可对OTRS进行高度的扩展，这样可以使可承载同时在线的服务人员和工作单数量大幅培加。
OTRS对问题的定义是，每一个问题只被处理一次，服务人员通过以往的回复，将这些经验收集并建立知识库或FAQ，在将来，这些知识库或FAQ将成为服务人员回复工作单的内容的一部分。
通过多语言web的用户介面，OTRS可以跨平台，服务人员或用户仅使用一个浏览器来登录OTRS，处理问题或提交问题，而跟各自的操作系统无关，因此，这有利于不同的服务人员，不同的用户参于整个服务过程。
OTRS可用来建立一个特定功能的平台，例如，德国BSI使用的SIRIOS，或NASA，而台湾中研院也使用OTRS作资安事件管理，这些机构都是基于OTRS的框架。

## 技术

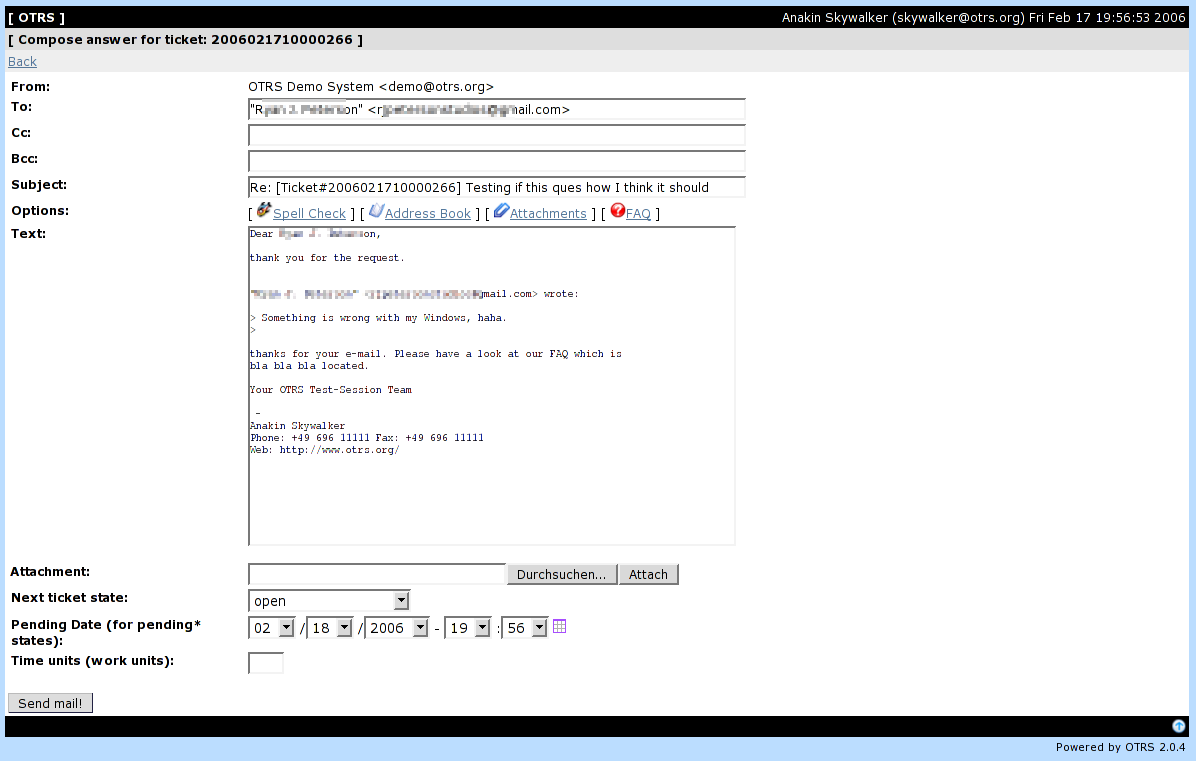
OTRS: answering a request

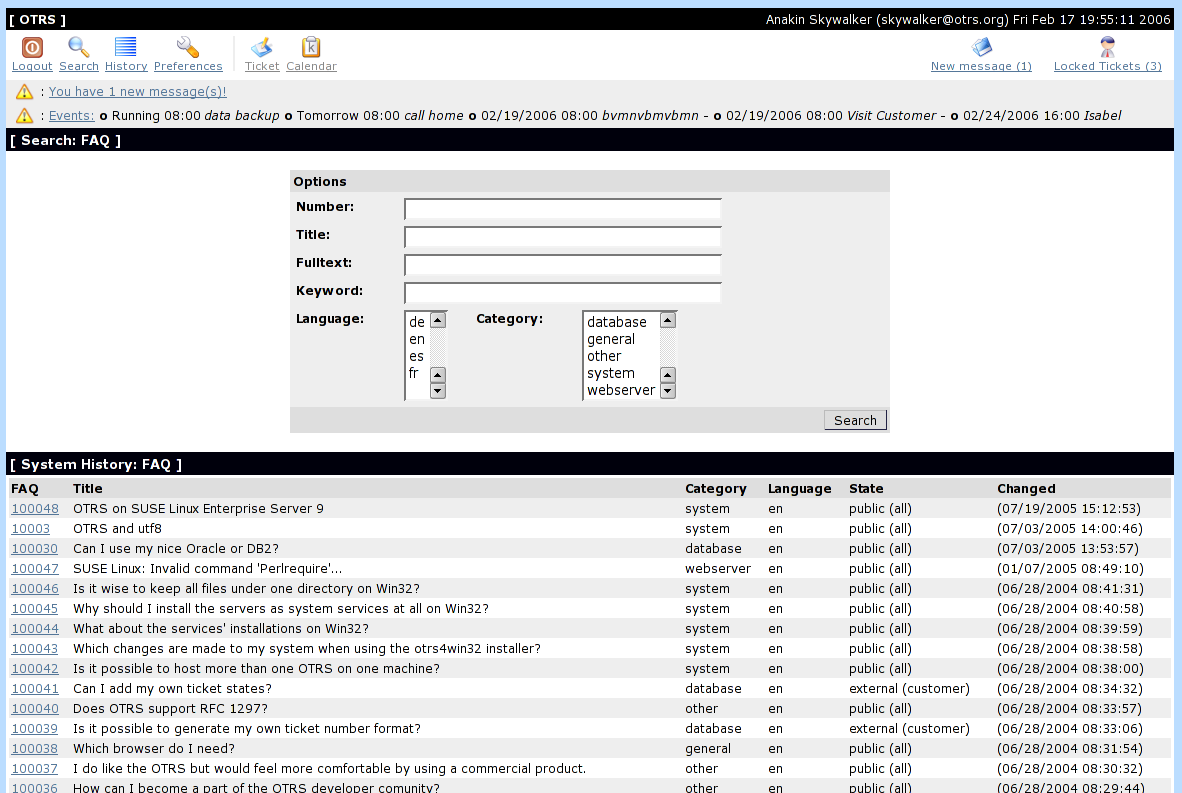
OTRS: search in FAQs

OTRS的核心部分使用Perl语言编写，基于Web网页形式的用户介面使用JavaScript（出于安全考虑使用者也可选择关闭）以使用户感觉友好，不同的功能由不同的模块实现，也因此使用者得以创建适用于自己的功能和模块。
Web界面本身使用自己的模板机制，称为DTL（Dynamic Template Language，动态模板语言），以方便系统数据的输出和显示。
最初的OTRS只能搭配MySQL数据库。后续的版本已可以很好的支持PostgreSQL，甲骨文，DB2和MS SQL Server。OTRS可以安装计在UNIX系统或类UNIX系统 (如Linux、Mac OS X、FreeBSD等)，甚至安装在Microsoft Windows也可以工作得很好。
OTRS系统的可扩展性，例如在Apache里可以通过使用mod_perl实现用户界面部分独立在一台服务器，将分离后的数据库单独安装在另外一台服务器，这样可以使可承载同时在线的服务人员和工作单数量大幅培加。
在UNIX和类UNIX环境中，OTRS可以与系统电子邮件服务器紧密结合，例如电子邮件传输代理Postfix或邮件过滤程序procmail。

## 历史
OTRS项目于2001年由Martin Edenhofer（（页面存档备份，存于））创立，目前在世界范围内已有超过 110,000次安装。

## 引用
1. ↑  . cnw.com.cn.   [2011-09-11]. （原始内容存档于2010-09-17）.
2. ↑  . Cesnet.cz.   [2008-09-16]. （原始内容存档于2013-01-24）.
3. ↑  . lists.otrs.org.   [2011-08-29]. （原始内容存档于2015-09-13）.
4. ↑  . ithome.com.tw.   [2011-09-11]. （原始内容存档于2015-08-04）.
5. ↑  . otrs.org.   [2011-08-29]. （原始内容存档于2011-07-05）. OTRS